# Oxymacaria remotaria
Oxymacaria remotaria là một loài bướm đêm trong họ Geometridae.